# Peru nos Jogos Olímpicos de Verão da Juventude de 2010
O Peru participou dos Jogos Olímpicos de Verão da Juventude de 2010 em Cingapura. A delegação peruana foi composta por 26 atletas que competiram em dez esportes. O país conquistou apenas uma medalha de bronze.

## Medalhistas
| Medalha | Nome | Esporte  | Evento                       | Data         |
| ------- | --- | -------- | ---------------------------- | ------------ |
| Bronze  | Clarivet Yllescas Grecia Herrada Daniela Uribe Cary Vasquez Sandra Chumacero Alexandra Muñoz Mabel Olemar Diana Gonzales Raffaella Camet Maria de Fatima Acosta Vivian Baella Lisset Sosa | Voleibol | Torneio Feminino de Voleibol | 25 de agosto |

## Atletismo
| Evento                          | Atleta          | Qualificação    | Qualificação | Final      | Final        |
| Evento                          | Atleta          | Resultado       | Posição      | Resultado  | Posição      |
| ------------------------------- | --------------- | --------------- | ------------ | ---------- | ------------ |
| 3000 m feminino                 | Charo Inga      | Desclassificada | --           | Não largou | -- (Final B) |
| Marcha atlética feminina (5 km) | Kimberly García |                 |              | 23:17.04   | 7º           |

## Badminton
| Evento            | Atleta           | Fase de grupos | Fase de grupos                            | Fase de grupos                        | Fase de grupos                                  | Fase de grupos | Quartas-de-final | Semifinais  | Final       | Pos. final |
| Evento            | Atleta           | Grupo          | 1ª rodada                                 | 2ª rodada                             | 3ª rodada                                       | Pos.           | Quartas-de-final | Semifinais  | Final       | Pos. final |
| ----------------- | ---------------- | -------------- | ----------------------------------------- | ------------------------------------- | ----------------------------------------------- | -------------- | ---------------- | ----------- | ----------- | ---------- |
| Simples feminino  | Katherine Winder | D              | CHN Deng Xuan D 0-2 (12-21, 5-21)         | INA Renna Suwarno D 0-2 (9-21, 12-21) | NZL Victoria Cheng V 2-1 (21-16, 19-21, 21-10)  | 3º             | Não avançou      | Não avançou | Não avançou | --         |
| Simples masculino | Mario Cuba       | H              | NZL Asher Richardson V 2-0 (21-13, 21-18) | SIN Huang Chao D 0-2 (15-21, 10-21)   | IND Sairaneeth Bhamidipati D 0-2 (12-21, 12-21) | 3º             | Não avançou      | Não avançou | Não avançou | --         |

## Halterofilismo
| Evento             | Atleta              | Peso corporal (kg) | Arranque (kg) | Arranque (kg) | Arranque (kg) | Arranque (kg) | Arremesso (kg) | Arremesso (kg) | Arremesso (kg) | Arremesso (kg) | Total (kg) | Pos. final |
| Evento             | Atleta              | Peso corporal (kg) | 1             | 2             | 3             | Res.          | 1              | 2              | 3              | Res.           | Total (kg) | Pos. final |
| ------------------ | ------------------- | ------------------ | ------------- | ------------- | ------------- | ------------- | -------------- | -------------- | -------------- | -------------- | ---------- | ---------- |
| Até 58 kg feminino | Silvana Saldarriaga | 57,55              | 65            | 65            | 70            | 65            | 86             | 90             | 93             | 93             | 158        | 5º         |

## Judô
| Evento             | Atleta     | 1ª rodada    | 2ª rodada                 | Semifinais                | Disputa pelo bronze B      | Pos. final |
| ------------------ | ---------- | ------------ | ------------------------- | ------------------------- | -------------------------- | ---------- |
| Até 44 kg feminino | Lesly Cano | Sem oponente | IND Neha Thakur V 020-000 | KOR Bae Seul-Bi D 000-100 | BLR Vita Valnova D 000-001 | 5º         |

| Evento         | Atleta                                       | 1ª rodada                | 2ª rodada              | Semifinais             | Final                     | Pos. final      |
| -------------- | -------------------------------------------- | ------------------------ | ---------------------- | ---------------------- | ------------------------- | --------------- |
| Equipes mistas | Lesly Cano (como integrante da equipe Essen) | ZZX Equipe Munique V 4-3 | ZZX Equipe Chiba V 5-2 | ZZX Equipe Cairo V 5-2 | ZZX Equipe Belgrado V 6-1 | Medalha de ouro |

## Lutas
| Evento                    | Atleta        | Preliminares           | Preliminares       | Preliminares             | Preliminares | Disputa do 5º lugar          | Pos. final |
| Evento                    | Atleta        | 1ª rodada              | 2ª rodada          | 3ª rodada                | Pos.         | Oponente Resultado           | Pos. final |
| Evento                    | Atleta        | Oponente Resultado     | Oponente Resultado | Oponente Resultado       | Pos.         | Oponente Resultado           | Pos. final |
| ------------------------- | ------------- | ---------------------- | ------------------ | ------------------------ | ------------ | ---------------------------- | ---------- |
| Livre até 46 kg masculino | Robinson Ríos | VEN Andri Dávila D 0-4 | Folga              | IRI Mehran Sheikhi D 0-4 | 3º           | EGY Mohamed Abdelnaeem D 0-4 | 6º         |

## Natação
| Evento                | Atleta           | Qualificação | Qualificação | Semifinais  | Semifinais  | Final       | Final       |
| Evento                | Atleta           | Resultado    | Posição      | Resultado   | Posição     | Resultado   | Posição     |
| --------------------- | ---------------- | ------------ | ------------ | ----------- | ----------- | ----------- | ----------- |
| 200 m livre feminino  | Andrea Cedrón    | 2:09.59      | 29º (1º q2)  |             |             | Não avançou | Não avançou |
| 400 m livre feminino  | Andrea Cedrón    | 4:27.26      | 14º (5º q2)  |             |             | Não avançou | Não avançou |
| 200 m livre feminino  | Kaori Miyahara   | 2:09.15      | 27º (5º q3)  |             |             | Não avançou | Não avançou |
| 400 m livre feminino  | Kaori Miyahara   | 4:29.27      | 17º (7º q2)  |             |             | Não avançou | Não avançou |
| 100 m livre masculino | Sebastián Arispe | 52.27        | 22º (7º q5)  | Não avançou | Não avançou | Não avançou | Não avançou |
| 200 m livre masculino | Sebastián Arispe | 1:55.95      | 25º (4º q3)  |             |             | Não avançou | Não avançou |

## Taekwondo
| Evento                  | Atleta           | 1ª rodada    | Quartas-de-final        | Semifinais  | Final       | Pos. final |
| ----------------------- | ---------------- | ------------ | ----------------------- | ----------- | ----------- | ---------- |
| Mais de 73 kg masculino | Christian Ocampo | Sem oponente | CAN Stefan Bozalo D 0-8 | Não avançou | Não avançou | 8º         |

## Tênis
| Evento            | Atleta                                | 1ª rodada                         | 2ª rodada                            | Quartas-de-final   | Semifinais         | Final              | Pos. final |
| Evento            | Atleta                                | Oponente Resultado                | Oponente Resultado                   | Oponente Resultado | Oponente Resultado | Oponente Resultado | Pos. final |
| ----------------- | ------------------------------------- | --------------------------------- | ------------------------------------ | ------------------ | ------------------ | ------------------ | ---------- |
| Simples masculino | Duilio Beretta (cabeça-de-chave nº 4) | TUN Ahmed Triki V 2-0 (6-4 e 6-4) | IRL John Morrissey D 0-2 (2-6 e 6-7) | Não avançou        | Não avançou        | Não avançou        | --         |

| Evento            | Atleta                                                            | 1ª rodada                                              | Quartas-de-final   | Semifinais         | Final              | Pos. final |
| Evento            | Atleta                                                            | Oponente Resultado                                     | Oponente Resultado | Oponente Resultado | Oponente Resultado | Pos. final |
| ----------------- | ----------------------------------------------------------------- | ------------------------------------------------------ | ------------------ | ------------------ | ------------------ | ---------- |
| Duplas masculinas | Duilio Beretta e COL Juan Sebastián Gómez (cabeças-de-chave nº 3) | EQU Diego Acosta/ EQU Roberto Quiroz D 0-2 (0-6 e 6-7) | Não avançaram      | Não avançaram      | Não avançaram      | --         |

## Vela
| Evento               | Atleta         | Regata | Regata | Regata | Regata | Regata | Regata | Regata | Regata | Regata | Regata | Regata | Total | Posição |
| Evento               | Atleta         | 1      | 2      | 3      | 4      | 5      | 6      | 7      | 8      | 9      | 10     | M      | Total | Posição |
| -------------------- | -------------- | ------ | ------ | ------ | ------ | ------ | ------ | ------ | ------ | ------ | ------ | ------ | ----- | ------- |
| Techno 293 feminino  | Josefina Roder | 18     | 18     | 18     | 18     | 17     | DNF    | 18     | 17     | 15     | 15     | 15     | 169   | 18º     |
| Techno 293 masculino | Matías Canseco | 17     | 12     | 19     | 15     | 15     | 15     | 13     | 18     | 15     | 17     | 17     | 154   | 16º     |

Notas:
- M – Regata da Medalha
- OCS – On the Course Side of the starting line
- DSQ – Disqualified (Desclassificado)
- DNF – Did Not Finish (Não completou)
- DNS – Did Not Start (Não largou)
- BFD – Black Flag Disqualification (Desclassificado por bandeira preta)
- RAF – Retired after Finishing (Retirou-se após completar a prova)

## Voleibol
Feminino:
| Elenco | Preliminares                                                                | Preliminares | Semi-finais                                    | Disputa pelo bronze                          | Pos. final        |
| Elenco | Grupo A                                                                     | Pos.         | Semi-finais                                    | Disputa pelo bronze                          | Pos. final        |
| --- | --------------------------------------------------------------------------- | ------------ | ---------------------------------------------- | -------------------------------------------- | ----------------- |
| Clarivet Yllescas, Grecia Herrada, Daniela Uribe, Cary Vasquez, Sandra Chumacero, Alexandra Muñoz, Mabel Olemar, Diana Gonzales, Raffaella Camet, Maria de Fatima Acosta, Vivian Baella, Lisset Sosa | Singapura V 3-0 (25-11, 25-13, 25-12) JPN Japão V 3-0 (25-22, 25-19, 25-18) | 1º           | BEL Bélgica D 1-3 (19-25, 25-19, 21-25, 22-25) | JPN Japão V 3-1 (22-25, 30-28, 25-11, 25-17) | Medalha de bronze |